# Tên lửa đường đạn chiến thuật

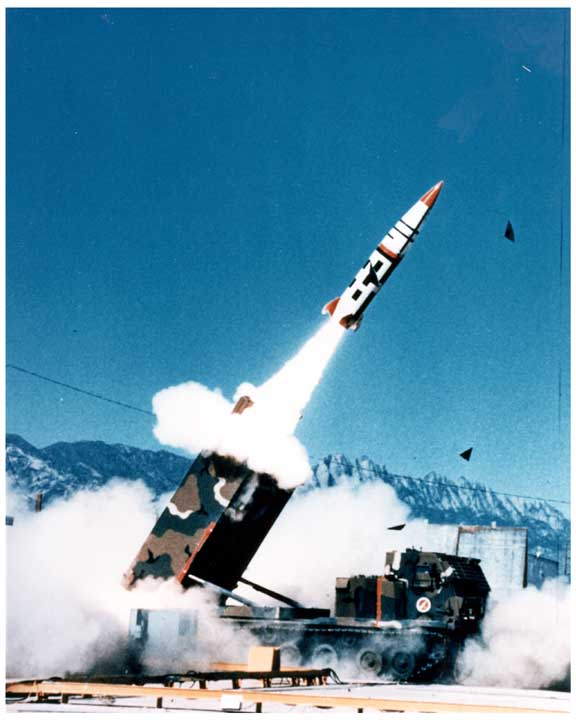
Tên lửa chiến thuật MGM-140 ATACMS

Tên lửa chiến thuật là loại tên lửa không điều khiển hoặc có điều khiển mang đầu đạn có đương lượng nổ thấp hoặc trung bình, dùng để tiêu diệt các mục tiêu quân sự trong chiều sâu chiến thuật của đối phương. Với cự ly tác chiến thông thường dưới 300 km, chúng được đặt trên các thiết bị cơ động nhằm tăng khả năng sống sót và cho phép huy động khẩn trương, đồng thời nhanh chóng đưa đầu đạn tiếp cận các khí tài đối phương, các khu vực tập trung, pháo binh, và các mục tiêu sau chiến tuyến.
Tên lửa chiến thuật có tầm bắn xa hơn pháo phản lực và gần hơn tên lửa đạn đạo tầm xa. Chúng có thể mang đầu đạn lớn hơn so với pháo binh trong khi đó lại cơ động hơn và rẻ hơn tên lửa chiến lược. Thêm vào đó, với đặc tính cơ động, tên lửa chiến thuật phù hợp hơn với tình hình tác chiến trên chiến trường. Đầu đạn có thể là loại thông thường có đương lượng nổ lớn, đầu đạn sinh học, hóa học hoặc thậm chí đầu đạn hạt nhân. Đầu đạn hạt nhân chiến thuật thường bị giới hạn về sức nổ so với tên lửa chiến lược.
Với nhiều quốc gia, tên lửa chiến thuật là giới hạn tầm xa của khí tài trên mặt đất. Chúng là vũ khí uy lực lớn với chi phí hợp lý và trong một số trường hợp là giải pháp hiệu quả đối phó với các đối thủ trội hơn hẳn trong về các lĩnh vực kỹ thuật khác. Hiên tại, phát triển tên lửa đạn đạo là khả quan hơn với một số quốc gia khi khó bắt kịp các công nghệ quân sự khác.
Đối phó với tên lửa đạn đạo không dễ dàng. Các hệ thống phòng thủ đối-không đã cải thiện khả năng đánh chặn tên lửa chiến thuật, nhưng vẫn chưa đạt hiệu quả 100% bảo vệ mục tiêu. Thực tế này cho phép một số tên lửa vượt qua hệ thống phòng thủ của đối phương mạnh hơn, và đe dọa các mục tiêu bảo vệ. Cách tác chiến này hiệu quả hơn là dùng máy bay, đồng thời tầm tác chiến sâu hơn pháo binh.
Vì mục đích sử dụng như trên, tên lửa chiến thuật có thể là tên lửa hành trình tầm ngắn hoặc tầm trung hoặc tên lửa đạn đạo tầm ngắn hay còn gọi là tên lửa đạn đạo chiến trường, đầu đạn hạt nhân có thể là đầu đạn neutron hoặc đầu đạn nguyên tử với đương lượng nổ đến vài chục kiloton (để so sánh: bom nguyên tử ném xuống Nagasaki Nhật Bản năm 1945 có đương lượng nổ 20 kiloton)